# Сан-Андре, Рафаэль
Рафаэль Сан-Андре (фр. Raphaël Saint-André; род. 11 мая 1971 года) — французский регбист и регбийный тренер, выступавший на позиции центрового и винга.

## Карьера
Брат игрока сборной Франции, ныне главного тренера клуба «Монпелье» Филиппа Сан-Андре.
С 1990 года сыграл 144 матча за «Клермон Овернь». В 1994 году стал серебряным призёром чемпионата Франции и кубка Челлендж Ив дю Мануар. По предложению брата в 1996 году переехал в «Глостер», но не закрепился в составе и через год вернулся во Францию, в «Лион». Но после одного сезона перешёл в клуб первого дивизиона «Лонс». В 1999 году завершил игровую карьеру. Играл за разные национальные сборные Франции — вторую, юниорскую, студенческую, военную.
С 2001 года на тренерской работе, входит в наивысшую тренерскую категорию. Комментирует регбийные матчи на телеканале Canal+, владеет двумя ресторанами. В 2012-14 годах тренировал венгерскую сборную. В 2014 году возглавил тренерский штаб российской сборной, однако с ней не квалифицировался на чемпионат мира 2015 года. В июле 2015 года вернулся во Францию, в «Дакс», выступающий в Про Д2.
Проработав с командой три года, покинул клуб и стал управлять баром-рестораном на курорте Капбретон.